# Ucraina ai XXIII Giochi olimpici invernali
L{'}Ucraina ha partecipato ai XXIII Giochi olimpici invernali, che si sono svolti dal 9 al 28 febbraio 2018 a Pyeongchang in Corea del Sud, con una delegazione composta da 33 atleti.

## Medaglie
| Riepilogo quotidiano | Riepilogo quotidiano | Riepilogo quotidiano | Riepilogo quotidiano | Riepilogo quotidiano | Riepilogo quotidiano |
| -------------------- | -------------------- | -------------------- | -------------------- | -------------------- | -------------------- |
| Giorno               | Data                 |                      |                      |                      | Totale               |
| 1º                   | 10                   | 0                    | 0                    | 0                    | 0                    |
| 2º                   | 11                   | 0                    | 0                    | 0                    | 0                    |
| 3º                   | 12                   | 0                    | 0                    | 0                    | 0                    |
| 4º                   | 13                   | 0                    | 0                    | 0                    | 0                    |
| 5º                   | 14                   | 0                    | 0                    | 0                    | 0                    |
| 6º                   | 15                   | 0                    | 0                    | 0                    | 0                    |
| 7º                   | 16                   | 0                    | 0                    | 0                    | 0                    |
| 8º                   | 17                   | 0                    | 0                    | 0                    | 0                    |
| 9º                   | 18                   | 1                    | 0                    | 0                    | 1                    |
| 10º                  | 19                   | 0                    | 0                    | 0                    | 0                    |
| 11º                  | 20                   | 0                    | 0                    | 0                    | 0                    |
| 12º                  | 21                   | 0                    | 0                    | 0                    | 0                    |
| 13º                  | 22                   | 0                    | 0                    | 0                    | 0                    |
| 14º                  | 23                   | 0                    | 0                    | 0                    | 0                    |
| 15º                  | 24                   | 0                    | 0                    | 0                    | 0                    |
| 16º                  | 25                   | 0                    | 0                    | 0                    | 0                    |
| Totale               | Totale               | 1                    | 0                    | 0                    | 1                    |

### Medagliere per discipline
| Sport     | Oro | Argento | Bronzo | Totale |
| --------- | --- | ------- | ------ | ------ |
| Freestyle | 1   | 0       | 0      | 1      |
| Totale    | 1   | 0       | 0      | 1      |

### Medaglie d'oro
| Medaglia | Nome                | Sport     | Evento         |
| -------- | ------------------- | --------- | -------------- |
| Oro      | Oleksandr Abramenko | Freestyle | Salti maschile |

## Biathlon

### Maschile
L'Ucraina ha diritto a schierare 5 atleti in seguito ad aver terminato tra la sesta e la ventesima posizione del ranking maschile per nazioni della Coppa del Mondo di biathlon 2017.
| Gara                 | Atleta                                                        | Penalità    | Tempo d'arrivo | Posizione |
| -------------------- | ------------------------------------------------------------- | ----------- | -------------- | --------- |
| 10 km sprint         | Dmytro Pidručnyj                                              | 0 (0+0)     | 24'27"5        | 21º       |
| 10 km sprint         | Artem Pryma                                                   | 2 (1+1)     | 25'14"9        | 40º       |
| 10 km sprint         | Serhij Semenov                                                | 1 (0+1)     | 25'24"9        | 46º       |
| 10 km sprint         | Volodymyr Semakov                                             | 3 (1+2)     | 26'31"7        | 78º       |
| 12,5 km inseguimento | Dmytro Pidručnyj                                              | 4 (1+0+2+1) | 36'53"2        | 34º       |
| 12,5 km inseguimento | Artem Pryma                                                   | 6 (1+1+2+2) | 37'16"3        | 38º       |
| 12,5 km inseguimento | Serhij Semenov                                                | 5 (1+0+2+2) | 38'23"7        | 49º       |
| 20 km individuale    | Artem Pryma                                                   | 4 (1+2+0+1) | 52'36"5        | 46º       |
| 20 km individuale    | Serhij Semenov                                                | 3 (1+0+1+1) | 52'57"9        | 53º       |
| 20 km individuale    | Volodymyr Semakov                                             | 1 (0+1+0+0) | 51'32"1        | 31º       |
| 20 km individuale    | Artem Tyščenko                                                | 0 (0+0+0+0) | 51'15"2        | 29º       |
| Staffetta 4x7,5 km   | Artem Pryma Serhij Semenov Volodymyr Semakov Dmytro Pidručnyj | 11 (2+9)    | 1h20'17"3      | 9ª        |

### Femminile
L'Ucraina ha diritto a schierare 6 atlete in seguito ad aver terminato tra le prime 5 posizioni del ranking femminile per nazioni della Coppa del Mondo di biathlon 2017.
| Gara                      | Atleta                                                           | Penalità    | Tempo d'arrivo | Posizione |
| ------------------------- | ---------------------------------------------------------------- | ----------- | -------------- | --------- |
| 7,5 km sprint             | Anastasija Merkušyna                                             | 3 (2+1)     | 23'32"3        | 55ª       |
| 7,5 km sprint             | Valentyna Semerenko                                              | 3 (2+1)     | 23'20"9        | 46ª       |
| 7,5 km sprint             | Vita Semerenko                                                   | 1 (0+1)     | 22'00"7        | 14ª       |
| 7,5 km sprint             | Iryna Varvynec'                                                  | 5 (1+4)     | 24'48"1        | 73ª       |
| 10 km inseguimento        | Anastasija Merkušyna                                             | 5 (0+2+2+1) | 35'30"4        | 46ª       |
| 10 km inseguimento        | Valentyna Semerenko                                              | DNS         | DNS            | DNS       |
| 10 km inseguimento        | Vita Semerenko                                                   | 4 (2+1+1+0) | 32'54"4        | 18ª       |
| 15 km individuale         | Julija Džyma                                                     | 2 (1+0+1+0) | 44'33"9        | 20ª       |
| 15 km individuale         | Anastasija Merkušyna                                             | 6 (1+1+3+1) | 48'42"0        | 70ª       |
| 15 km individuale         | Valentyna Semerenko                                              | 1 (0+0+0+1) | 44'53"9        | 25ª       |
| 15 km individuale         | Vita Semerenko                                                   | 5 (0+3+1+1) | 48'03"8        | 63ª       |
| 12,5 km partenza in linea | Valentyna Semerenko                                              | 1 (1+0+0+0) | 37'39"9        | 19ª       |
| 12,5 km partenza in linea | Vita Semerenko                                                   | 3 (0+0+3+0) | 38'25"3        | 24ª       |
| Staffetta 4x6 km          | Iryna Varvynec' Vita Semerenko Julija Džyma Anastasija Merkušyna | 12 (2+10)   | 1h13'44"8      | 11ª       |

### Gare miste
| Gara                        | Atleti                                                    | Penalità | Tempo d'arrivo | Posizione |
| --------------------------- | --------------------------------------------------------- | -------- | -------------- | --------- |
| Staffetta 2x6 km + 2x7,5 km | Iryna Varvynec' Julija Džyma Dmytro Pidručnyj Artem Pryma | 5 (0+5)  | 1h09'46"4      | 7ª        |

## Combinata nordica
L'Ucraina ha qualificato nella combinata nordica un solo atleta.
| Gara               | Atleta          | Salto     | Salto | Salto     | Fondo   | Fondo            | Posizione |
| Gara               | Atleta          | Lunghezza | Punti | Posizione | Tempo   | Tempo + distacco | Posizione |
| ------------------ | --------------- | --------- | ----- | --------- | ------- | ---------------- | --------- |
| Trampolino normale | Viktor Pasičnyk | 89,5 m    | 84,0  | 36º       | 24'40"1 | 27'46"1          | 30º       |
| Trampolino lungo   | Viktor Pasičnyk | 126,0 m   | 108,2 | 21º       | 24'36"6 | 26'39"6          | 23º       |

## Pattinaggio di figura
L'Ucraina ha qualificato nel pattinaggio di figura due atleti, un uomo e una donna, in seguito ai Campionati mondiali di pattinaggio di figura 2017.
In seguito al 2017 CS Nebelhorn Trophy l'Ucraina ha qualificato altri due atleti, portando la delegazione del pattinaggio di figura ad un numero complessivo di quattro atleti, due uomini ed due donne.
| Gara      | Atleta                             | Programma corto | Programma corto | Programma libero | Programma libero | Totale | Totale    |
| Gara      | Atleta                             | Punti           | Posizione       | Punti            | Posizione        | Punti  | Posizione |
| --------- | ---------------------------------- | --------------- | --------------- | ---------------- | ---------------- | ------ | --------- |
| Maschile  | Yaroslav Paniot                    |                 |                 |                  |                  |        |           |
| Femminile | Anna Khnychenkova                  |                 |                 |                  |                  |        |           |
| Danza     | Oleksandra Nazarova Maksym Nikitin |                 |                 |                  |                  |        |           |

## Sci freestyle
L'Ucraina ha qualificato nello sci tre atleti, due donne e un uomo.

### Gobbe
| Atleta          | Evento    | Qualificazione | Qualificazione | Qualificazione | Qualificazione | Qualificazione | Qualificazione | Qualificazione | Qualificazione | Finale | Finale | Finale | Finale    | Finale | Finale | Finale | Finale    | Finale | Finale | Finale | Finale    |
| Atleta          | Evento    | Run 1          | Run 1          | Run 1          | Run 1          | Run 2          | Run 2          | Run 2          | Run 2          | Run 1  | Run 1  | Run 1  | Run 1     | Run 2  | Run 2  | Run 2  | Run 2     | Run 3  | Run 3  | Run 3  | Run 3     |
| Atleta          | Evento    | Tempo          | Punti          | Totale         | Posizione      | Tempo          | Punti          | Totale         | Posizione      | Tempo  | Punti  | Totale | Posizione | Tempo  | Punti  | Totale | Posizione | Tempo  | Punti  | Totale | Posizione |
| --------------- | --------- | -------------- | -------------- | -------------- | -------------- | -------------- | -------------- | -------------- | -------------- | ------ | ------ | ------ | --------- | ------ | ------ | ------ | --------- | ------ | ------ | ------ | --------- |
| Tetiana Petrova | Femminile | 36"69          | 39.54          | 46.19          | 29º            |                |                |                |                |        |        |        |           |        |        |        |           |        |        |        |           |

## Skeleton
L'Ucraina ha qualificato nello skeleton un solo atleta, nel singolo maschile.
| Gara             | Atleta               | 1ª manche | 2ª manche | 3ª manche | 4ª manche | Totale  | Posizione |
| ---------------- | -------------------- | --------- | --------- | --------- | --------- | ------- | --------- |
| Singolo maschile | Vladyslav Heraskevyč | 51"26     | 50"16     | 51"21     | 50"84     | 3'24"47 | 12º       |

## Slittino
L'Ucraina aveva qualificato nello slittino un totale di tre atleti: due nel singolo uomini e una nel singolo donne. Successivamente la Federazione Internazionale Slittino ha destinato un ulteriore posto nel singolo femminile dopo la rinuncia da parte della squadra degli Atleti Olimpici dalla Russia per una quota e un posto nel doppio, tra gli otto previsti in totale tra tutte le discipline, per permettere l'ammissione nella gara a squadre.
| Gara              | Atleta                                                         | 1ª manche            | 2ª manche            | 3ª manche          | 4ª manche       | Totale   | Posizione |
| ----------------- | -------------------------------------------------------------- | -------------------- | -------------------- | ------------------ | --------------- | -------- | --------- |
| Singolo femminile | Olena Šchumova                                                 | 46"950               | 46"844               | 46"751             | non qualificata | 2'21"545 | 21ª       |
| Singolo femminile | Olena Stec'kiv                                                 | 50"599               | 48"303               | 47"929             | non qualificata | 2'26"831 | 28ª       |
| Singolo maschile  | Anton Dukač                                                    | 48"888               | 48"307               | 48"303             | non qualificato | 2'25"498 | 23º       |
| Singolo maschile  | Andrij Mandzij                                                 | 1'02"935             | 48"473               | 47"981             | non qualificato | 2'39"389 | 30º       |
| Gara              | Atleta                                                         | 1ª manche            | 1ª manche            | 2ª manche          | 2ª manche       | Totale   | Posizione |
| Doppio            | Oleksandr Obolončyk Roman Zacharkiv                            | 48"316               | 48"316               | 47"401             | 47"401          | 1'35"717 | 20º       |
| Gara              | Atleta                                                         | 1ª frazione sing. f. | 2ª frazione sing. m. | 3ª frazione doppio | Totale          | Totale   | Posizione |
| Gara a squadre    | Olena Šchumova Anton Dukač Oleksandr Obolončyk Roman Zacharkiv | 51"503               | 49"135               | 50"365             | 2'31"003        | 2'31"003 | 13ª       |